# Brachymeria secundaria
Brachymeria secundaria is een vliesvleugelig insect uit de familie bronswespen (Chalcididae). De wetenschappelijke naam is voor het eerst geldig gepubliceerd in 1922 door Ruschka.